# Peter Feddersen (Politiker, 1800)
Peter Feddersen (* 1. Juli 1800 in Kopenhagen; † 30. Juli 1869 in Roskilde) war ein dänischer Jurist und Politiker.

## Leben
Als Sohn eines Amtsverwalters geboren, studierte Feddersen nach dem Besuch des Gymnasiums in Rendsburg Rechtswissenschaften in Kopenhagen und Kiel. Während seines Studiums wurde er 1821 Mitglied des Corps Holsatia Kiel und 1822 der Kieler Burschenschaft Germania. Nach seinem Studium wurde er 1829 Kanzlist, 1831 Kanzleisekretär, 1837 Kontorchef und 1838 Wirklicher Kanzleirat. 1841 wurde er Bürgermeister von Kalundborg, 1848 Stadtvogt von Frederikssund. 1857 wurde er Bürgermeister von Roskilde.